# NbE T 1
Der Triebwagen NbE T 1 war ein Fahrzeug der Niederbarnimer Eisenbahn. Der vierachsige Triebwagen wurde 1934 zusammen mit einem zweiachsigen Fahrzeug von Christoph & Unmack (NbE T 2) für den Personenverkehr in Dienst gestellt. Er wurde 1949 von der Deutschen Reichsbahn übernommen und erhielt dort die Bezeichnung VT 137 559. 1967 wurde er ausgemustert und verschrottet.

## Geschichte
Nachdem die Niederbarnimer Eisenbahn bereits 1914 den Versuch mit einem vierachsigen Triebwagen mit 90 PS Leistung unternommen hatte, erfolgte 1934 ein erneuter Anlauf für die Motorisierung des Streckennetzes. Der Triebwagen wurde zusammen mit dem T 2 beschafft und mit Vielfachsteuerung mit dem zweiten Triebwagen vorgesehen. Es war eine Verkürzung der Reisezeit um 20 % angestrebt worden. Die Leistung des Triebwagens war so bemessen, dass er zwei leichte Personenwagen mitnehmen konnte.
Der Triebwagen bewährte sich sehr gut. Aufgrund des geringen Finanzpolsters konnte die Gesellschaft erst 1935 weitere Triebwagen beschaffen.

## DR 137 559
Der Triebwagen wurde 1949 von der Deutschen Reichsbahn übernommen und bis 1950 in der Reichsbahndirektion Berlin geführt. Stationiert war er am 1. Januar 1955 in der Reichsbahndirektion Berlin, am 1. Januar 1960 im Bahnbetriebswerk Berlin-Karlshorst. Sein letzter Einsatzort soll Templin gewesen sein. 1967 gilt der Wagen als ausgemustert.

## Konstruktive Merkmale
Der Triebwagen hatte einen Achtzylinder-Viertakt-Dieselmotor von MAN, die Farbgebung entsprach den Triebwagen der DR.